# Rørtang Sneglehøj

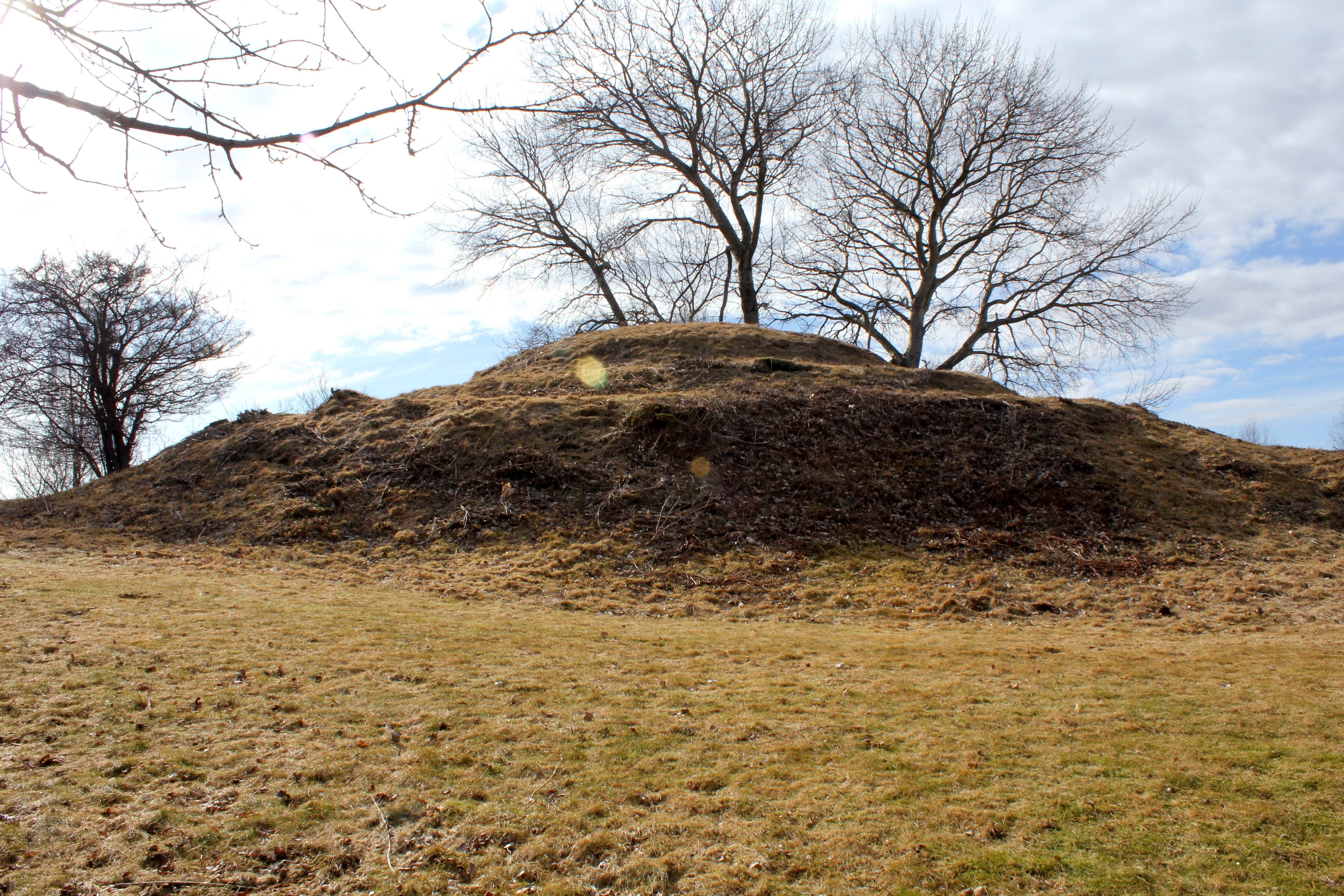
Rørtang Sneglehøj

Der Rørtang Sneglehøj (auch Snekkersten genannt) ist ein sogenannter Schneckenhügel (dänisch sneglehøj) am Rande von Helsingør auf der dänischen Insel Seeland. Der Hügel mit einem Durchmesser von etwa 16,0 m hat eine Höhe von 3,0 m.

## Erläuterung
Das Besondere an Sneglehøjen ist ein spiralförmig um den Rundhügel bis zur Spitze laufender Prozessionsweg, dessen Spuren am Rørtang Sneglehøj, der 1968 unter Schutz gestellt wurde, gut zu sehen sind. Funde an derartigen Hügeln stammen zumeist aus der Bronzezeit und sind in Dänemark auf Seeland und die angrenzenden Regionen beschränkt. Der Weg ist für manche kaum mit einer alten Verwendung des Hügels verbunden und eher Ausdruck der romantischen Gartenkunst in den letzten 150 Jahren.
Es gibt so bezeichnete Rundhügel in Deutschland (Schneckenhügel Aurich) und England (Snail Mound in Lyveden New Bield).